# 尹白南
尹 白南（いん はくなん、1888年11月7日 - 1954年9月29日）は、日本統治時代の朝鮮・大韓民国の俳優、脚本家、映画監督、小説家、ジャーナリスト、演劇演出家。本名は尹 教重。本貫は坡平尹氏。

## 生涯
李氏朝鮮忠清南道公州府出身。大韓帝国国費留学生として早稲田大学に入学したのち、東京高等商業学校（現一橋大学）に移り、同校を卒業した。日韓併合後毎日新報記者となり、のち俳優、映画製作などに携わるようになる。1930年に東亜日報に朝鮮初の大衆小説「大盜傳」を連載し人気を博す。1931年には劇芸術研究会を創立し新劇場運動の先駆者としての役割を果たした。1937年満州国に移住し、歴史小説を執筆。日本の降伏後帰国し、朝鮮映画建設本部本部長兼代表委員長に就任。1953年徐羅伐芸術大学校（現・中央大学校）学長。